# Ambasada Hiszpanii w Polsce

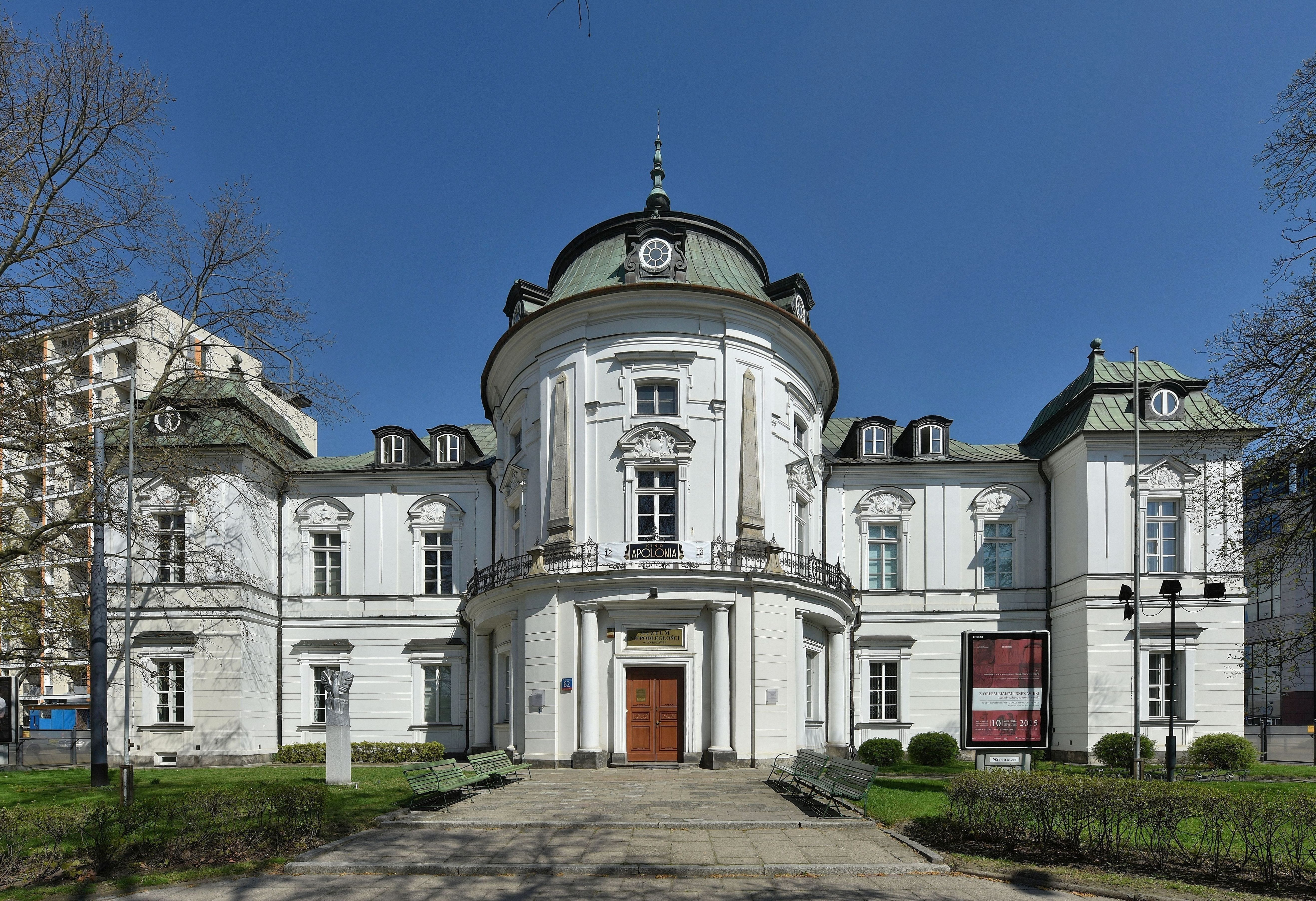
Pałac Przebendowskich w Warszawie, b. siedziba poselstwa Hiszpanii (1760-1762)

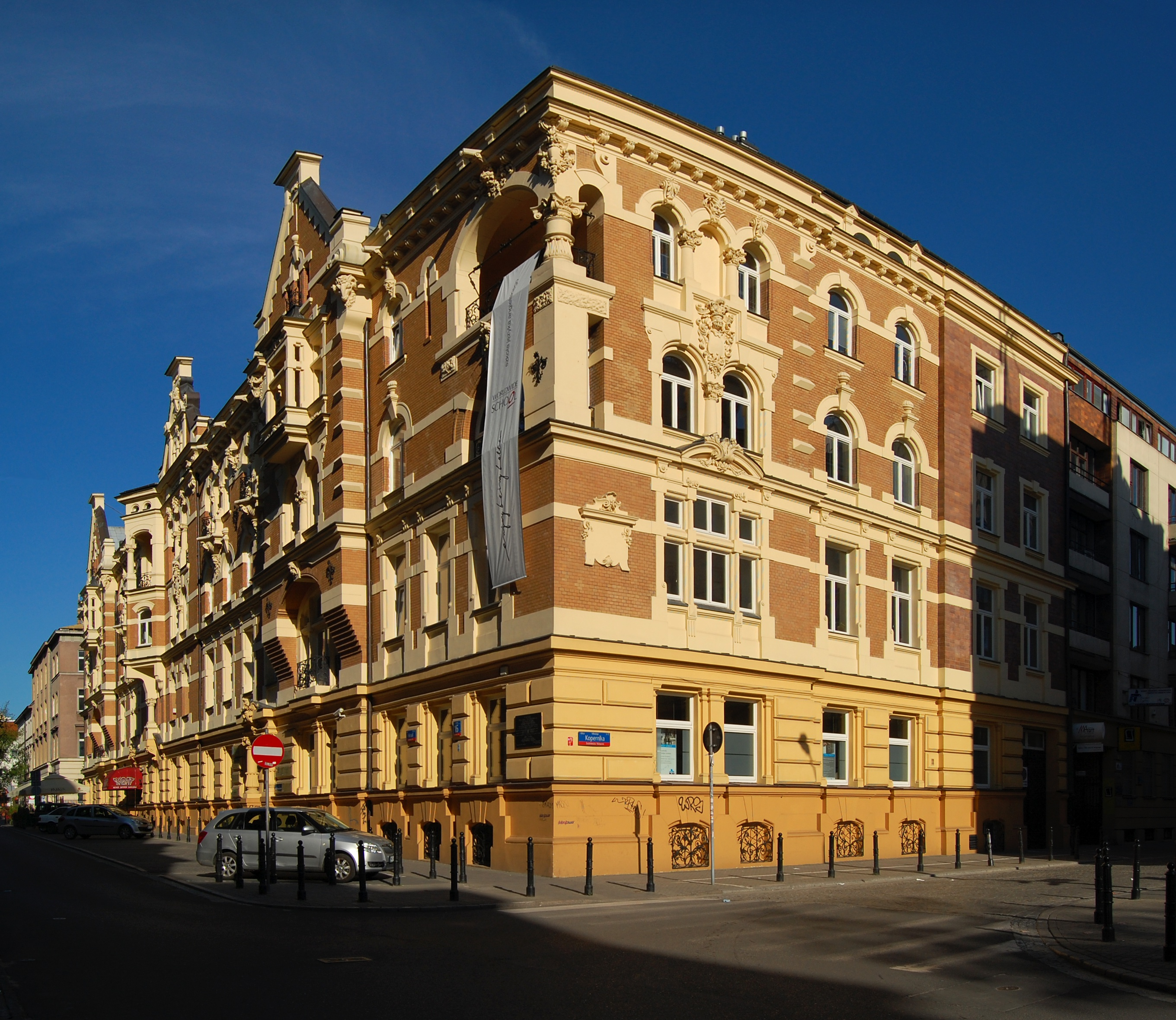
Secesyjna kamienica przy ul. Foksal 16-18 – b. siedziba ambasady Hiszpanii (1925)

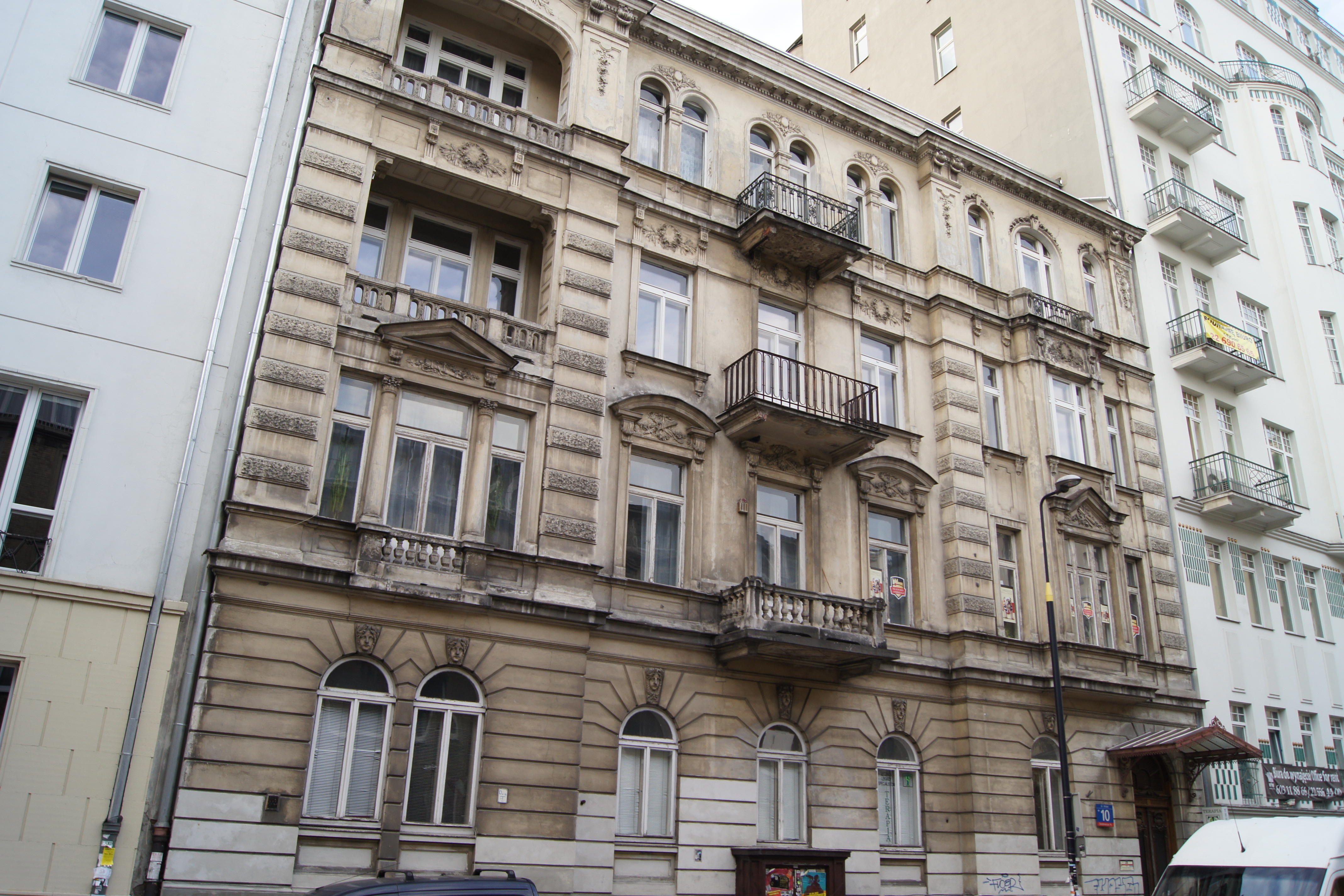
Siedziba Biura Radcy ds Turystyki Ambasady Hiszpanii przy ul. Widok

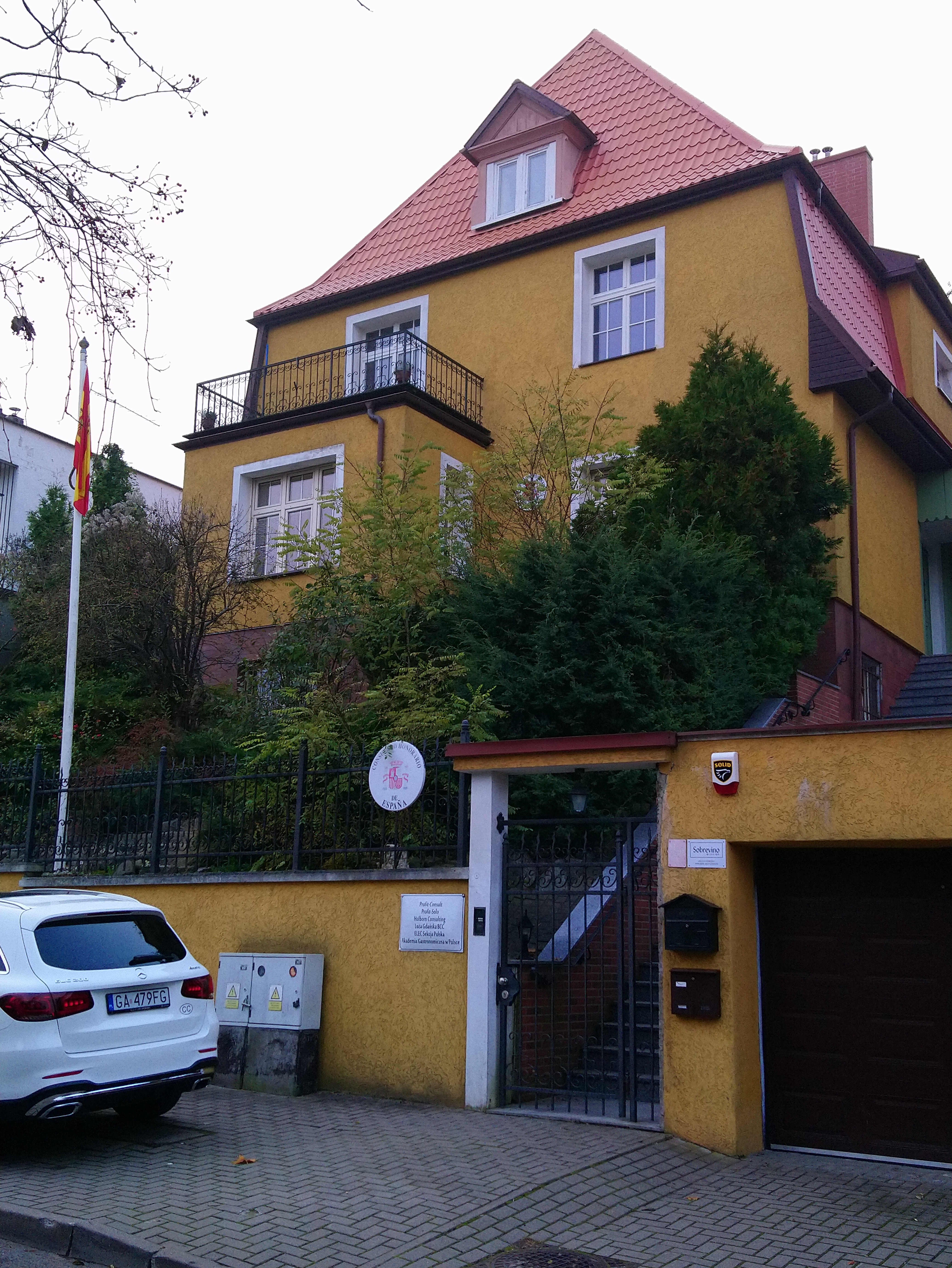
Konsulat Honorowy Królestwa Hiszpanii w Gdańsku

Ambasada Hiszpanii w Polsce, Ambasada Królestwa Hiszpanii (hiszp. Embajada de España en Polonia) – hiszpańska placówka dyplomatyczna znajdująca się w Warszawie przy ul. Myśliwieckiej 4.

## Podział organizacyjny
W skład przedstawicielstwa wchodzą:
- Biuro Radcy ds Informacji (hiszp. Consejeria de Información)
- Biuro Radcy ds Ochrony Środowiska, Rolnictwa i Rybołówstwa (hiszp. Consejería de Medio Ambiente, Medio Rural y Marino)
- Biuro Attaché Obrony (hiszp. Agregaduría Militar)
- Biuro Attaché ds. Wewnętrznych (hiszp. Agregaduría de Interior)
- Sekcja Pracy i Imigracji (hiszp. Sección de Trabajo e Inmigración), z siedzibą w Berlinie
- Biuro Radcy Handlowego Ambasady Hiszpanii, Hiszpański Instytut Handlu Zagranicznego (hiszp. Oficina Económica y Comercial de España, Instituto Español de Comercio Exterior – ICEX), ul. Genewska 16
- Biuro Radcy ds. Edukacji (hiszp. Consejería de Educación), ul. Fabryczna 16/22
- Biuro Radcy ds. Turystyki (hiszp. Oficina Española de Turismo), ul. Widok 10
- Instytut Cervantesa w Warszawie (hiszp. Instituto Cervantes de Varsovia), ul. Nowogrodzka 22
- Instytut Cervantesa w Krakowie (hiszp. Instituto Cervantes de Cracovia), ul. Kanonicza 12

## Siedziba

### Do I wojny światowej
W okresie I Rzeczypospolitej przedstawicielstwo Hiszpanii, nie licząc okazjonalnych siedzib swoich reprezentantów dyplomatycznych w 1733 i 1738, mieściło się w Warszawie, m.in. jako rezydencja ówczesnego posła hiszpańskiego przy dworze Augusta III, zlokalizowana w pałacu Przebendowskich przy ul. Bielańskiej, obecnie w al. Solidarności 62 (1760-1762).

### W okresie międzywojennym
Stosunki dyplomatyczne polsko-hiszpańskie nawiązano w 1919. Pierwsze poselstwo tego kraju funkcjonowało w hotelu Bristol przy ul. Krakowskie Przedmieście 42-44 (1920), przy ul. Jerozolimskiej 30 (1920-1922), w hotelu Bristol (1923), w kamienicy Ksawerego Branickiego przy ul. Foksal 16a (1923-1925), obecnie nie istnieje, Al. Ujazdowskich 17 (1927), obecnie nie istnieje, w hotelu Europejskim przy ul. Krakowskie Przedmieście 13 (1928-1938) oraz przy ul. Mokotowskiej 34 (1930-1939), obecnie nie istnieje. Wydział Handlowy mieścił się w budynku Prudentialu przy pl. Napoleona 9 (1935-1938), obecnie pl. Powstańców Warszawy, konsulat przy ul. Pięknej 66 (1923-1938).
W okresie Wojny polsko-bolszewickiej, w sytuacji zagrożenia zajęcia Warszawy, personel poselstwa był ewakuowany okresowo (od początku sierpnia 1920) do Poznania.
W Warszawie były akredytowane dwa niezależne poselstwa reprezentujące obie strony Hiszpańskiej wojny domowej, reprezentujące Republikę Hiszpańską oraz siły generała Francisco Franco (≈1936-1939).

### Po II wojnie światowej
W latach 1948–1950 funkcjonowało poselstwo w hotelu Polonia w Al. Jerozolimskich 5, obecnie 45, jednak następnie zerwano stosunki dyplomatyczne. W 1964 w Warszawie otwarto przedstawicielstwo urzędu promocji handlu zagranicznego – Hiszpańskiego Instytutu Walut Obcych (hiszp. Instituto Español de Monedas Extranjeras – IEME), przekształconego w 1969 w Przedstawicielstwo Konsularno-Handlowe Hiszpanii (hiszp. Oficina consular y comercial de España) z siedzibą przy ul. Świętokrzyskiej 36 (1976).
Dążąc do dalszej normalizacji w 1977 reaktywowano stosunki dyplomatyczne, a jednocześnie w tym samym roku Hiszpania ponownie otworzyła ambasadę w Warszawie podnosząc rangę dotychczasowego przedstawicielstwa przy ul. Świętokrzyskiej (1977). W latach 1978-1993 ambasada mieściła się przy ul. Starościńskiej 1b. W 1994 przy ul. Myśliwieckiej 4 zakończyła się budowa nowego budynku ambasady zaprojektowanego przez Javiera Carvajala Ferrera.
Wydział Handlowy zlokalizowany był przy ul. Świętokrzyskiej 36 (1978-1993) i ul. Genewskiej 16 (1996-).
Biuro Radcy ds. Turystyki mieściło się w al. Jana Pawła II 27 (2012), obecnie przy ul. Widok 10 (2014-).
Instytut Cervantesa początkowo mieścił się w budynku Ambasady Hiszpanii przy ul. Myśliwieckiej 4 (1994-2008), obecnie w budynku przy ul. Nowogrodzkiej 22 (2008-).